# The Eminem Show
The Eminem Show er det fjerde studiealbum af Eminem udgivet i 2002.
The Eminem Show var den bedstsælgende CD i 2002. Ved Grammy Awards 2003 var det nomineret som Album of the Year og blev Eminems tredje album i træk til at vinde Best Rap Album. Albummet har solgt over 9,7 millioner eksemplarer i USA og over 20 millioner eksemplarer globalt.
The Eminem Show viser en mere seriøs side af Eminem, og igennem albummet bliver emner som race i hiphop ("White America"), hans barndom ("Cleanin' Out My Closet"), den amerikanske stats regering, hær og terrorisme ("Square Dance"), hans egen skæbne ("Say Goodbye Hollywood") og hans forhold til sin ekskone, Kim, og datter, Hailie, ("Hailie's Song") berørt.

## Spor
| The Eminem Show | The Eminem Show                               | The Eminem Show                                                       | The Eminem Show   | The Eminem Show | The Eminem Show | The Eminem Show | The Eminem Show | The Eminem Show | The Eminem Show |
| #               | Titel                                         | Sangskriver(e)                                                        | Producer          | Længde          |                 |                 |                 |                 |                 |
| --------------- | --------------------------------------------- | --------------------------------------------------------------------- | ----------------- | --------------- | --------------- | --------------- | --------------- | --------------- | --------------- |
| 1.              | "Curtains Up" (skit)                          |                                                                       | Eminem            | 0:30            |                 |                 |                 |                 |                 |
| 2.              | "White America"                               | M. Mathers, J. Bass, L. Resto, Steve King                             | Eminem, J. Bass   | 5:24            |                 |                 |                 |                 |                 |
| 3.              | "Business" (featuring Dr. Dre)                | M. Mathers, A. Young, R. Feemster, M. Elizondo                        | Dr. Dre           | 4:11            |                 |                 |                 |                 |                 |
| 4.              | "Cleanin' Out My Closet"                      | M. Mathers, J. Bass                                                   | Eminem, J. Bass   | 4:58            |                 |                 |                 |                 |                 |
| 5.              | "Square Dance"                                | M. Mathers, J. Bass, L. Resto                                         | Eminem            | 5:24            |                 |                 |                 |                 |                 |
| 6.              | "The Kiss" (skit)                             | M. Mathers, J. Bass                                                   | Eminem            | 1:16            |                 |                 |                 |                 |                 |
| 7.              | "Soldier"                                     | M. Mathers, L. Resto                                                  | Eminem            | 3:46            |                 |                 |                 |                 |                 |
| 8.              | "Say Goodbye Hollywood"                       | M. Mathers, M. Elizondo, L. Resto                                     | Eminem            | 4:33            |                 |                 |                 |                 |                 |
| 9.              | "Drips" (featuring Obie Trice)                | M. Mathers, O. Trice, D. Porter, J. Bass                              | Eminem            | 4:45            |                 |                 |                 |                 |                 |
| 10.             | "Without Me"                                  | M. Mathers                                                            | Eminem            | 4:50            |                 |                 |                 |                 |                 |
| 11.             | "Paul Rosenberg" (skit)                       |                                                                       |                   | 0:23            |                 |                 |                 |                 |                 |
| 12.             | "Sing for the Moment" (featuring Joe Perry)   | S. Tyler, M. Mathers, J. Bass, L. Resto, S. King                      | Eminem, J. Bass   | 5:40            |                 |                 |                 |                 |                 |
| 13.             | "Superman" (featuring Dina Rae)               | M. Mathers, J. Bass, S. King                                          | Eminem, J. Bass   | 5:50            |                 |                 |                 |                 |                 |
| 14.             | "Hailie's Song"                               | M. Mathers, L. Resto                                                  | Eminem            | 5:21            |                 |                 |                 |                 |                 |
| 15.             | "Steve Berman" (skit)                         |                                                                       |                   | 0:33            |                 |                 |                 |                 |                 |
| 16.             | "When the Music Stops" (featuring D12)        | M. Mathers, O. Moore, D. Porter, V. Carlisle, R. Johnson, R. Feemster | Eminem, D. Porter | 4:29            |                 |                 |                 |                 |                 |
| 17.             | "Say What You Say" (featuring Dr. Dre)        | M. Mathers, A. Young, R. Feemster, M. Elizondo                        | Dr. Dre           | 5:09            |                 |                 |                 |                 |                 |
| 18.             | "Till I Collapse" (featuring Nate Dogg)       | M. Mathers, N. Hale, C. Jackson, L. Resto,                            | Eminem            | 4:57            |                 |                 |                 |                 |                 |
| 19.             | "My Dad's Gone Crazy" (featuring Hailie Jade) | M. Mathers, A. Young, R. Feemster, M. Elizondo                        | Dr. Dre           | 4:28            |                 |                 |                 |                 |                 |
| 20.             | "Curtains Close" (skit)                       |                                                                       | Eminem            | 1:00            |                 |                 |                 |                 |                 |
| 77:30           |                                               |                                                                       |                   |                 |                 |                 |                 |                 |                 |